# 江宥玄
江宥玄（前名江峻銳；1982年3月23日—），藝名達倫（Darren），台灣歌手，曾任大國翼星娛樂舞蹈團體K ONE副團長。曾經被日本傑尼斯選中，為KinKi Kids伴舞。於台灣綜藝節目《完全娛樂》單元“完全不重要”，扮演“不重要博士”。2005年11月，正式加入台灣男子演唱團體台風，成為台風的新成員。因為是K ONE的一份子，所以在2006年9月重新回到小刀彭康育的經紀公司大國翼星娛樂而離團。

## 個人經歷

### 唱片
- 2003年《We r K ONE》
- 2004年《紫禁之巔》電視原聲帶
- 2005年《愛的奇蹟》—喬傑立巨星最紅偶像劇精選
- 2005年《勇敢去愛》
- 2005年《天大地大》
- 2006年《愛的奇蹟2－跳舞吧jstar》
- 2006年《愛的故事-羅密歐&茱麗葉》
- 2007年《星之翼2007》
- 2007年《美好‧紀念日》精選影音專輯

### 戲劇
- 2002年《麻辣高校生》飾-客串第四集
- 2004年《紫禁之巔》飾-岸西
- 2005年《格鬥天王》飾-IronMan
- 2006年《微笑Pasta》飾-偉仔

### 書籍
- 2005年《K ONE的天堂與地獄》

### 廣告代言
- 2003年 Qma 手機
- 2005年 中華電信 一按就通 代言人

### 參與演唱會
- 2003年11月 K ONE出道演唱會
- 2004年8月 龍 亞洲巡迴演唱會
- 2004年12月 喬傑立家族—愛在新光演唱會
- 2005年4月 大甲鎮瀾宮演唱會
- 2005年5月 南投花卉嘉年華